# Agrostis rivularis
Agrostis rivularis é uma espécie de gramínea do gênero Agrostis, pertencente à família Poaceae.